# Lago di Santa Massenza
Der Lago di Santa Massenza ist ein See im Valle dei Laghi im Trentino, Italien.

## Geographie
Der See glazialen Ursprungs liegt etwa 17 Kilometer nördlich des Gardasees auf dem Gebiet der Gemeinden Vallelaghi
und ist mit dem Tobliner See durch einen kurzen Kanal verbunden.
Den Hauptzufluss bildet das Wasserkraftwerk an dessen Nordende, das vom Lago di Molveno und dem Lago di Ponte Pià gespeist wird.
Dieses ist mit 350 MW das stärkste Wasserkraftwerk im Trentin. Ein natürlicher, kleinerer Zufluss ist der Roggia Grande.